# Nguyễn Xuân Thắng
Nguyễn Xuân Thắng (sinh ngày 18 tháng 2 năm 1957) là một chính trị gia người Việt Nam. Ông hiện là Ủy viên Bộ Chính trị Ban Chấp hành Trung ương Đảng Cộng sản Việt Nam khóa XIII, Chủ tịch Hội đồng Lý luận Trung ương, Giám đốc Học viện Chính trị Quốc gia Hồ Chí Minh.
Nguyễn Xuân Thắng có học hàm Giáo sư, học vị Tiến sĩ kinh tế.

## Xuất thân và giáo dục
Nguyễn Xuân Thắng sinh ngày 18 tháng 2 năm 1957, quê quán ở xã Thanh Giang, huyện Thanh Chương, tỉnh Nghệ An. Ông là cựu học sinh Trường Trung học phổ thông chuyên Phan Bội Châu, Nghệ An
Năm 1974, ông đỗ vào Trường Đại học Tổng hợp Hà Nội, chuyên ngành Kinh tế học chính trị. Sau 3 năm nhập ngũ, từ năm 1980 đến năm 1981, ông là cán bộ nghiên cứu Viện Kinh tế học, Ủy ban Khoa học xã hội Việt Nam.
Năm 1988, ông sang Liên Xô làm nghiên cứu sinh tại Viện Kinh tế Thế giới và Quan hệ Quốc tế (IMEMO) thuộc Viện Hàn lâm Khoa học Nga, bảo vệ luận án Tiến sĩ Kinh tế có tiêu đề "Развитие внешнеэкономических связей Вьетнама со странами Азиатско-Тихоокеанского региона на этапе реформ" (Sự phát triển quan hệ kinh tế đối ngoại của Việt Nam với các nước Châu Á - Thái Bình Dương trong giai đoạn đổi mới) vào năm 1993 rồi làm cộng tác viên khoa học cho Viện này cho đến  khi về nước năm 1995.

## Sự nghiệp
Năm 1995, ông về nước và lần lượt được bổ nhiệm các chức vụ sau: Trưởng phòng, Phó Tổng biên tập, Phó Viện trưởng và Viện trưởng Viện Kinh tế và Chính trị Thế giới, Viện Khoa học xã hội Việt Nam.
Từ 2007 đến 2011, ông được bổ nhiệm làm Phó Chủ tịch Viện Khoa học xã hội Việt Nam.
Từ 2011, ông làm Chủ tịch Viện Khoa học xã hội Việt Nam (nay là Viện Hàn lâm Khoa học xã hội Việt Nam).
Tháng 4/2016, ông thôi giữ chức Chủ tịch Viện Hàn lâm Khoa học xã hội Việt Nam để giữ chức Giám đốc Học viện Chính trị Quốc gia Hồ Chí Minh.
Ngày 6 tháng 10 năm 2017, tại Hội nghị Trung ương 6, Ban Chấp hành Trung ương Đảng Cộng sản Việt Nam khóa XII đã bầu bổ sung Nguyễn Xuân Thắng làm Ủy viên Ban Bí thư.
Ngày 28 tháng 7 năm 2017, Tổ Tư vấn kinh tế của Thủ tướng Chính phủ Việt Nam Nguyễn Xuân Phúc nhiệm kì 2016-2021 được thành lập theo Quyết định 1120/QĐ-TTg, ông là một trong 15 thành viên.
Ngày 14 Tháng 12 năm 2017 ông được Bộ chính trị phân công phụ trách Hội đồng Lý luận Trung ương Đảng Cộng sản Việt Nam trong thời gian Đinh Thế Huynh, Thường trực Ban Bí thư, Chủ tịch Hội đồng Lý luận Trung ương nghỉ điều trị bệnh.
Ông là ủy viên Ban Chấp hành Trung ương Đảng Cộng sản Việt Nam khóa XII, khóa XI.
Ngày 2 tháng 3 năm 2018, Bộ Chính trị khóa XII đã quyết định ông Đinh Thế Huynh thôi giữ chức Thường trực Ban Bí thư và Chủ tịch Hội đồng Lý luận Trung ương nhiệm kỳ 2016 - 2021 để tiếp tục chữa bệnh dài hạn.
Ngày 5 tháng 3 năm 2018, Bộ Chính trị ra quyết định ông Nguyễn Xuân Thắng giữ chức Chủ tịch Hội đồng Lý luận Trung ương thay ông Đinh Thế Huynh.
Tháng 4 năm 2018, đồng chí GS,TS Nguyễn Xuân Thắng xin rút khỏi Tổ Tư vấn kinh tế của Thủ tướng Nguyễn Xuân Phúc nhiệm kì 2016-2021 với lí do "để tập trung vào các công tác và nhiệm vụ được Đảng giao"
Ngày 30 tháng 1 năm 2021, tại phiên bầu cử Đại hội Đảng toàn quốc lần thứ XIII, ông được bầu làm Ủy viên chính thức Ban Chấp hành Trung ương Đảng Cộng sản Việt Nam khoá XIII.
Ngày 31 tháng 1 năm 2021, tại phiên họp đầu tiên của Trung ương Đảng khóa XIII, ông được bầu làm Ủy viên Bộ Chính trị Ban Chấp hành Trung ương Đảng Cộng sản Việt Nam khóa XIII.